# Listowel
Listowel (en irlandès Lios Tuathail o "Ringfort de Thuatal") és una ciutat d'Irlanda, al comtat de Kerry, a la província de Munster. Es troba als marges del riu Feale, a 28 kilòmetres de la capital, Tralee.

## Personatges il·lustres
- T. F. O'Rahilly, filòleg.

## Agermanaments
- Listowel (Ontario)
- Los Gatos
- Shawnee (Kansas)